# Portrait de la duchesse d'Alba en blanc
Ne doit pas être confondu avec Portrait de la duchesse d'Alba en noir du même artiste.
Le Portrait de la duchesse d'Alba en blanc est une huile sur toile réalisée en 1795 par Francisco de Goya. Il fait partie de la collection d’Alba à Madrid. La dame représentée est la fameuse duchesse d’Alba, aux yeux et cheveux noirs, altière, impérieuse, vêtue d’un simple vêtement blanc et qui pointe quelque chose sur le sable.

## Histoire

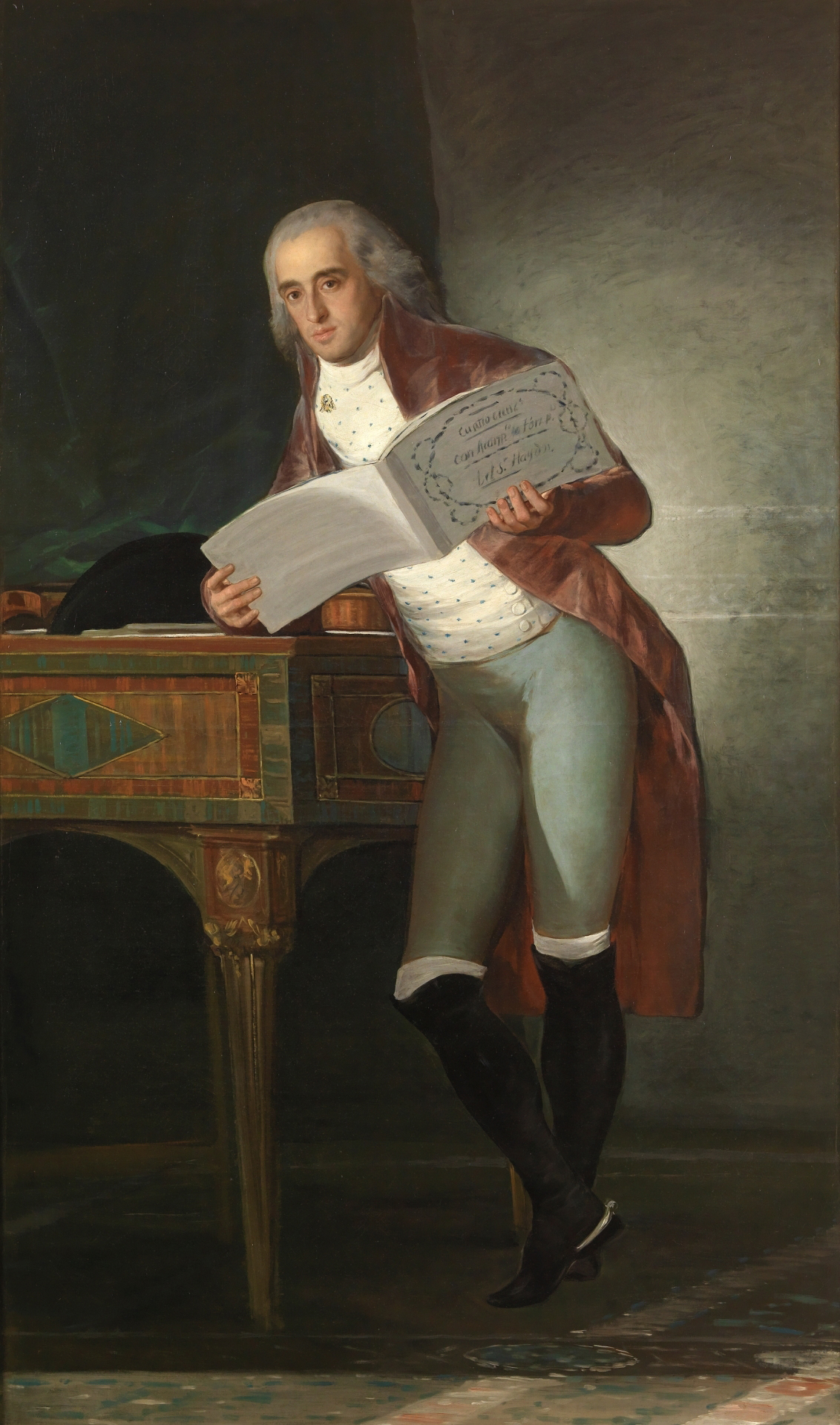
Francisco Goya, Le Duc d'Alba, 1795, huile sur toile, Madrid, musée du Prado

On raconte que la duchesse rendit un jour visite à Goya dans son atelier et lui demanda de la maquiller. Par la suite, Goya confia à un ami  que ce fut un plaisir plus grand que de peindre une toile. L’épisode est certainement emblématique du caractère du personnage.
La duchesse, Doña María del Pilar Teresa Cayetana de Silva Álvarez de Toledo, XIII duquesa de Alba, dans la hiérarchie espagnole de ce temps venait directement sous la reine, alors que les origines humbles de Goya - bien qu’il fût alors riche et célèbre – le plaçaient bien en dessous. L’attitude de la duchesse était insolite ; c’était une provocation de la part d’une femme connue à la fois pour son charme mais aussi pour ses caprices et son égocentrisme. On disait d’elle que « quand elle passe tous courent à la fenêtre » et la reine, avec une pointe de malice disait qu’elle était « …encore splendide comme au soleil de sa jeunesse ».
L’épisode du maquillage eut probablement lieu en 1795. Goya, qui était alors un célèbre portraitiste, académicien de l’Académie royale des beaux-arts de San Fernando avait connu don José Alvarez de Toledo, marquis de Villafranca et qui lui commanda un portrait et celui de son épouse. María Cayetana de Silva avait trente-trois ans, avait été mariée à ses treize ans, et n’avait pas d’enfant. Sa passion pour Goya commença avec les poses pour ce portrait.
Deux ans plus tard, à la mort du duc, Goya la rejoignit à Saluncar, et peignit La Duchesse d'Alba en noir , dans une pose similaire à ce portrait, plus divers éléments témoignant de l’évolution de leurs rapports.